# باول غالانت
باول غالانت هو رائد أعمال كندي، ولد في 17 يوليو 1944 في إيدموندستون ‏ في كندا، وتوفي في 13 سبتمبر 2011 في لافال في كندا بسبب سرطان.